# Соріта-де-лос-Канес
Соріта-де-лос-Канес (ісп. Zorita de los Canes) — муніципалітет в Іспанії, у складі автономної спільноти Кастилія-Ла-Манча, у провінції Гвадалахара. Населення — 101 особа (2010).
Муніципалітет розташований на відстані близько 70 км на схід від Мадрида, 40 км на південний схід від Гвадалахари.

## Демографія
Динаміка населення (INE ):

## Галерея зображень

Розташування муніципалітету у провінції Гвадалахара